# アルジェリア組曲
『アルジェリア組曲』（フランス語：Suite algérienne）作品60は、カミーユ・サン=サーンスが作曲した管弦楽のための組曲。

## 概要
サン=サーンスは旅行を好んだが、特に北アフリカを愛していた。ピアノ協奏曲第5番や幻想曲「アフリカ」作品89などにその風物を取り入れているが、本作はアルジェリアを旅行したときの印象を基に、1880年にブローニュ=シュル=メールにおいて組曲として作曲された。初演は1880年12月19日に、パリのシャトレ座においてエドゥアール・コロンヌの指揮で行われた。
第4曲「フランス軍隊行進曲」は独立して演奏されることも多く、サン=サーンス自身によるピアノ独奏編曲（1919年にサン=サーンスが録音を残している）があるほか、吹奏楽でも演奏される。

## 楽器編成
ピッコロ、フルート2、オーボエ2、クラリネット2、ファゴット2、ホルン4、トランペット2、ピストン付コルネット2、トロンボーン3、チューバ、ティンパニ、スネアドラム、トライアングル、タンブリン、大太鼓、シンバル、弦五部

## 演奏時間
約19分

## 構成
第1曲 前奏曲 アルジェを目指して（En vue d'Alger）
モルト・アレグロ ハ長調　9/8拍子
ティンパニの連打で開始され、チェロの動機が発展していきやがてトゥッティに入ると、地中海から見たアルジェの景色が開ける。中間にはアルジェの街の喧騒を表す金管のファンファーレが挿入される。
なお、一部では、これを「アルジェの街」（Un rue d'Alger）としているものがあるが、楽譜にはアルジェに向けての航海の模様を記す詞が添えられているので、これは誤りである。
第2曲 ムーア風狂詩曲（Rhapsodie mauresque）
アレグレット・ノン・トロッポ ニ長調 6/8拍子
3つの舞曲がメドレー風に連結されている。第一の部分は、弦のピッツィカートで提示される主題が核となり発展していく。二つ目は2/4拍子となり、異国風の情緒が増していく。最後の部分ではティンパニ、タンブリン、フルートによって民俗的な踊りが模倣される。
第3曲 夕べの幻想 ブリダにて（Rêverie du soir. À Blidah）
アレグレット・クアジ・アンダンティーノ イ長調 6/8拍子
この楽章のみ原型が先に書かれ、1879年6月7日に初演されている。フルートの奏する序奏に続き、独奏ヴィオラにより提示される主要主題（サン=サーンスは「愛の歌」と表現している）が気だるいリズムに乗せて繰り返される。
第4曲 フランス軍隊行進曲（Marche militaire française）
アレグロ・ジョコーソ ハ長調 2/2拍子
アルジェの市中を進む、フランス軍の連隊の行進の描写。弦が颯爽とした主題を奏し、管楽器によって反復される。いくつかのエピソードを挟んで冒頭の主題が再現され、華やかに終わる。